# Pilar Calveiro
Pilar Calveiro (Buenos Aires, 7 de septiembre de 1953) es una politóloga argentina, doctora en ciencia política residente en México. Se exilió en ese país tras haber permanecido secuestrada en la Escuela de Mecánica de la Armada (ESMA) durante la dictadura militar de los setenta. En sus publicaciones ha realizado importantes aportes al análisis del biopoder, la violencia política, así como a la historia reciente y a la memoria de la represión argentina. Su obra ha sido publicada en México, Argentina y Francia, y actualmente profesora investigadora de la Benemérita Universidad Autónoma de Puebla. Entre sus publicaciones destacan Poder y desaparición, los campos de concentración en Argentina (Colihue) y Desapariciones, memoria y desmemoria de los campos de desaparición argentinos.

## Biografía
Pilar Calveiro nació en Buenos Aires el 7 de septiembre de 1953. Estudió en el Colegio Nacional de Buenos Aires e inició estudios de sociología en la Facultad de Filosofía y Letras de la Universidad de Buenos Aires. Fue militante de las Fuerzas Armadas Revolucionarias (FAR) y después de Montoneros. 
El 7 de mayo de 1977 fue secuestrada por un comando de Aeronáutica en plena calle y llevada al centro clandestino de detención llamado Mansión Seré, en Ituzaingó (actualmente ubicada en localidad de Castelar), Provincia de Buenos Aires. En un recorrido que se extendió durante un año y medio, también estuvo detenida-desaparecida en la comisaría de Castelar, la ex casa del Almirante Massera (en Panamericana y Thames) perteneciente al Servicio de Informaciones Navales, y en la Escuela de Mecánica de la Armada (ESMA).
Se exilió en España en 1978 y más tarde en México, donde reside desde 1979. Allí estudió ciencia política en la Universidad Nacional Autónoma de México (UNAM), donde obtuvo sus títulos de licenciatura (1986), maestría (1995) y doctorado (2001) en esa disciplina. 

### Poder y desaparición
"Poder y desaparición. Los campos de concentración en Argentina" es su obra más referenciada. Escrita en el marco de su tesis de maestría y publicada por primera vez en Buenos Aires en el año 1998 constituye una obra  escrita a partir de testimonios de sobrevivientes de diferentes campos de tortura y concentración de la dictadura militar argentina (1976-1983). Calveiro reflexiona sobre el concepto político que subyace a estas prácticas entrelazando en este relato fundamental su experiencia personal. El prólogo del libro fue escrito por el poeta Juan Gelman.

## Vida personal
Enviudó en 1980, cuando su marido, Horacio Domingo Campiglia, fue detenido en Brasil por personal del Batallón 601 del Ejército Argentino que lo trasladó a territorio argentino para luego “desaparecerlo” como una víctima más del Plan Cóndor. Pilar Calveiro es madre de dos hijas, Mercedes y María Campiglia.

## Premios y reconocimientos
En 2014 recibió el Premio Konex - Diploma al Mérito como una de la más importante escritora de ensayos políticos y sociológicos de la década en la Argentina. 

## Publicaciones individuales
- Poder y desaparición. (1998). Buenos Aires: Colihue.
- Redes familiares de sumisión y resistencia. (2003). México: UACM.
- Familia y poder. (2006). Buenos Aires: Libros de la Araucaria.
- Política y/o violencia. Una aproximación a la guerrilla de los años 70. (2006). Buenos Aires: Norma Editorial.
- Violencias de estado. La guerra antiterrorista y la guerra contra el crimen como medios de control global. (2012). Buenos Aires: Siglo Veintiuno Editores.

## Artículos en obras colectivas (selección)
- Antiguos y nuevos sentidos de la política y la violencia, en Revista Lucha Armada, Año 2 - Número 4 – 2006, en
- Texto y memoria en el relato histórico, en Acta Poética 27 (2), OTOÑO 2006
- Torture: New Methods and Meanings, trad. William Nichols y Thomas C. Hilde, en South Central Review, Volume 24, Number 1, Spring 2007.
- Apuntes sobre la tensión entre violencia y ética en la construcción de las memorias políticas, en Durán, Valeria/Huffschmid, Anne (Hg.) (2012). Topografías conflictivas. Memorias, espacios y ciudad en disputa. Buenos Aires: Nueva Trilce.